# Bashar al-Assad
Bashar Hafez al-Assad (în arabă بشار حافظ الأسد, transliterat: Baššār Ḥāfiẓ al-ʾAsad; n. 11 septembrie 1965, Damasc, Siria baathistă) este un om politic sirian, care a fost președinte al Siriei, comandant-șef al Forțelor Armate Siriene (cu gradul de feldmareșal) și secretar regional al partidului Ba'ath (Partidul Socialist al Renașterii Arabe) din 2000 până în decembrie 2024.
Tatăl său, Hafez al-Assad, a condus Siria timp de 30 de ani (1970-2000) până la moartea sa. Bashar al-Assad, medic oftalmolog de profesie,  a fost ales în 2000 și 2007, fiind de fiecare dată fără vreo opoziție legală.
Începând din anul 2011, al așa numitei Primăveri Arabe, dr.Bashar al-Assad, sprijinit de Rusia și Iran, s-a confruntat printr-un sângeros război civil cu forțele de opoziție de diverse nuanțe politice, inclusiv forțe islamiste sunite extremiste (Statul Islamic al Irakului și al Levantului, Jabbat al Nusra (Frontul de sprijin pentru poporul Levantului) etc., forțe cu profil democratic, kurzi etc. La combaterea forțelor Statului Islamic,   , care la un moment dat au controlat un teritoriu însemnat din Siria, au luat parte și Statele Unite și NATO. Turcia, devenită ostilă lui Al Assad, a intervenit în nordul țării, între altele sub pretextul de a combate forțele separatiste kurde. În urma măcelurilor, bombardamentelor, a marilor distrugeri provocate de război, s-a creat în Siria o gravă situație umanitară și milioane de cetățeni sirieni s-au refugiat în valuri în Turcia, Iordania, Liban și în Europa de vest. Siria a devenit și o arenă de antrenamente intense ale organizației Hezbollah din Liban, sprijinită de Iran, pentru atacuri viitoare contra Israelului, ceea ce a atras numeroase atacuri ale aviației militare israeliene asupra bazelor și convoaielor Hezbollah-ului și ale Iranului de pe teritoriul sirian.În 2015 când opoziția islamistă părea aproape de victorie, Rusia a intervenit împotriva ei prin ample bombardamente aeriene, iar Iranul și-a intensificat ajutorul dat regimului, prin mijlocirea fortelor Hezbollah venite din Liban, salvând regimul lui Assad și permițându-i să reia controlul asupra unei mari părți din țară. 

## Viața timpurie, educație și carieră

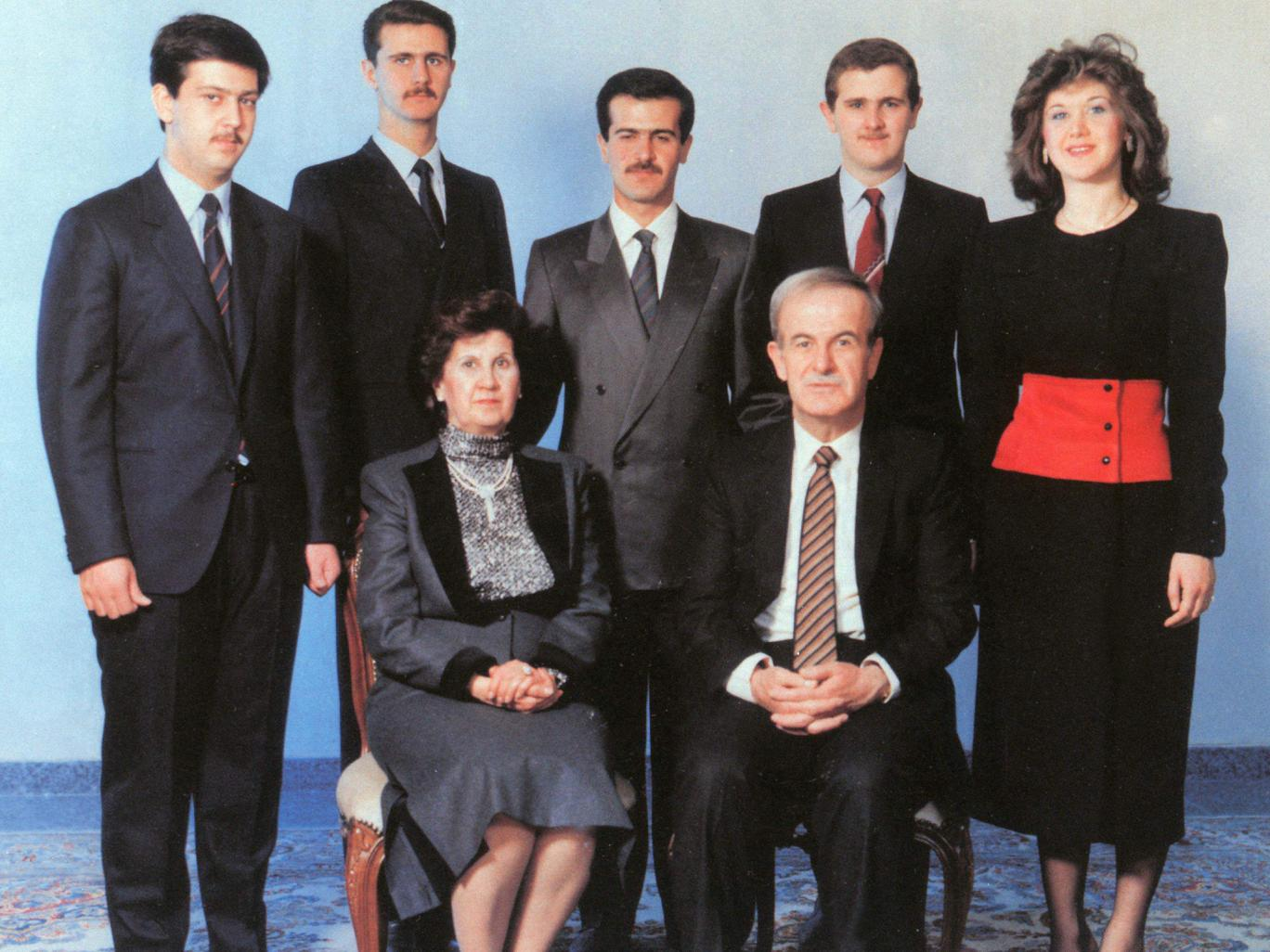
Familia Al-Assad în 1994

Bashar al-Assad, s-a născut la Damasc la 11 septembrie 1965, fiul lui Aniseh (născută Makhluf) și Hafez al-Assad.
Ca al doilea fiu, el a fost lăsat să își urmeze propria carieră în afara politicii. Dupa studii la școala arabo-franceză Al Huriyat din Damasc   
Bashar al-Assad a absolvit Facultatea de medicină a Universității din Damasc si a făcut specializare în oftalmologie  Între 1988 și 1992 el a practicat oftalmologia la spitalul militar din Tishrin, după care a plecat în Londra pentru a-și continua studiile din acest domeniu.
Vreme de doi ani s-a perfecționat acolo la Western Eye Hospital.

## Începutul carierei politice și militare
În 1994 când fratele său mai mare, Bassel al-Assad a murit într-un accident de automobil, Bashar a fost chemat acasă de tatăl sau, care vreme de șase ani l-a introdus ca nou succesor în tainele conducerii țării și partidului. Tânărul Assad a urmat cursurile Academiei militare și în 1998 a răspuns de continuarea controlului militar al Libanului (1975-2005) promovat de tatăl său.

## Președinte al Siriei
Dupa moartea lui Hafez al Assad în anul 2000 Bashar al-Assad i-a succedat. Speranțele că acest fiu, cu o anumită educație britanică, va  introduce reforme si va micșora amestecul în Liban s-au spulberat în curând, mai multe acte de represiune în 2001-2002 punând capăt așa numitei Primăveri de la Damasc, perioadă în care s-au putut auzi apeluri la transparența și democratizare. 
La începutul președinției sale aliberalizat partial economia, trecând de la socialismul de stat la un mai mare accent pe economia de piață, a moderat tendința laicistă, conservand un puternic naționalism sirian si intarind legaturile cu Republica islamică a Iranului. Pe plan confesional, unele personaje creștine si sunite au obtinut posturi cheie în armată și ministere, rupând parțial cu clanismul alawit din vremea tatălui său. 
Guvernarea lui Bashir al-Assad s-a dovedit, în cele din urmă, și mai represivă decât cea a tatălui său.

Bashar al-Assad a ocupat și funcțiile de secretar general regional al Partidului Baath Socialist (Socialist al Renasterii Arabe) care a îmbinat o ideologie nationalistă arabă siriană cu un anumit laicism și lozinci cu tentă socializantă. El a devenit și președintele Frontului național progresist din Siria care a reunit Paridul Baath, Partidul Social Naționalist Sirian, asa numiții Unioniști social-democrați și Uniunea Socialistă arabă.

## Viața privată
Assad a cunoscut la Londra pe viitoarea sa soție, Asma al-Akhras, cetațeană britanică de origine siriană și de religie musulmană sunită.
licențiată în informatică, și care a lucrat în institutii bancare.
Perechea are trei copii - doi băieți (cel mare - Hafez) și o fiică.

## Căderea regimului Assad
În decembrie 2024, profitând de circumstanțele create de slăbirea forțelor Hezbollah și a Iranului în cursul războiului izbucnit in octombrie 2023 între Israel și organizația islamică palestiniană Hamas și aliații ei,  precum și implicarea masivă a Rusiei în Războiul din Ucraina, o ofensivă militară a opoziției siriene condusă de liderul islamist sunit Ahmad al-Sharaa cunoscut ca Abu Muhammad Al Julani din frontul Hayat Tahrir al Sham (Organizația de Eliberare a Levantului),a preluat controlul asupa orasului Homs, al treilea mare oras al Siriei.În aceeași zi, aceste forțe au înaintat spre Damasc, pe care l-au cucerit la 8 decembrie 2024. Bashar al-Assad a părăsit pe ascuns capitala într-un avion privat și s-a refugiat în Rusia.

## Controverse

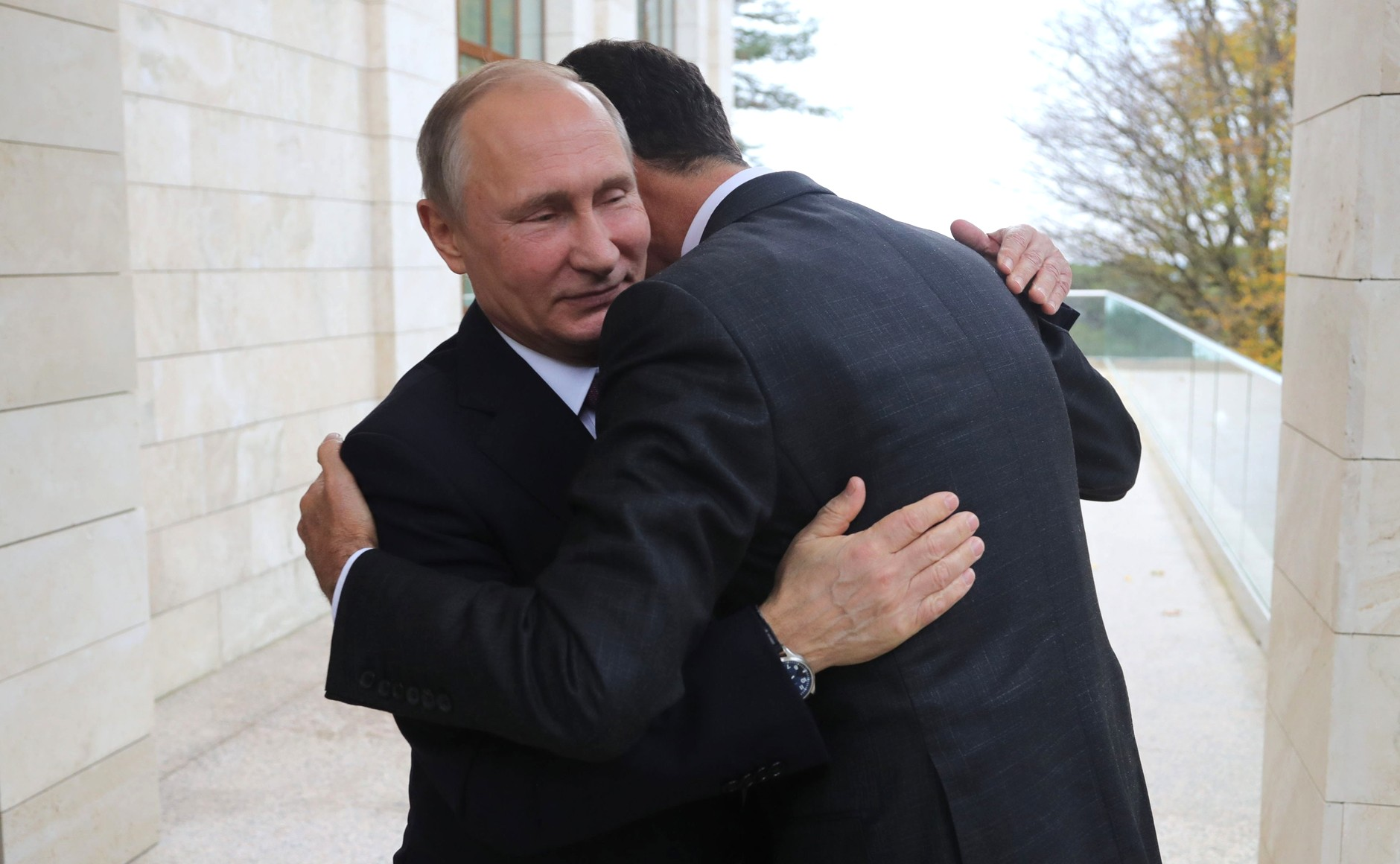
Bashar al-Assad alături de președintele rus Vladimir Putin, în 2017

Bashar al-Assad este un personaj foarte controversat datorită implicării sale în Războiul Civil Sirian, care a continuat multi ani. Forțele pro-Assad, alături de Iran și Rusia, au fost responsabile de peste 90% din distrugerile din război. Regimul Bashar al-Assad a fost acuzat, de asemenea, de nenumărate crime de război, inclusiv peste 300 de atacuri chimice asupra populației civile. Trupele controlate de guvernul sirian, alături de trupele ruse, au fost acuzate de nenumărate ori că au bombardat spitalele din zonele controlate de rebeli. Pe 15 noiembrie 2023, Franța a emis un mandat de arestare pentru Assad. Bashar al-Assad a respins toate acuzațiile.
Regimul Assad a fost o dictatură personală, care guverna în mod totalitar. Deși s-a autocaracterizat ca fiind laic, guvernul condus de Asad, bazat mai ales pe clanuri din rândurile comunității alawite, a profitat de tensiunile interreligioase și interetnice pentru a-și consolida puterea.

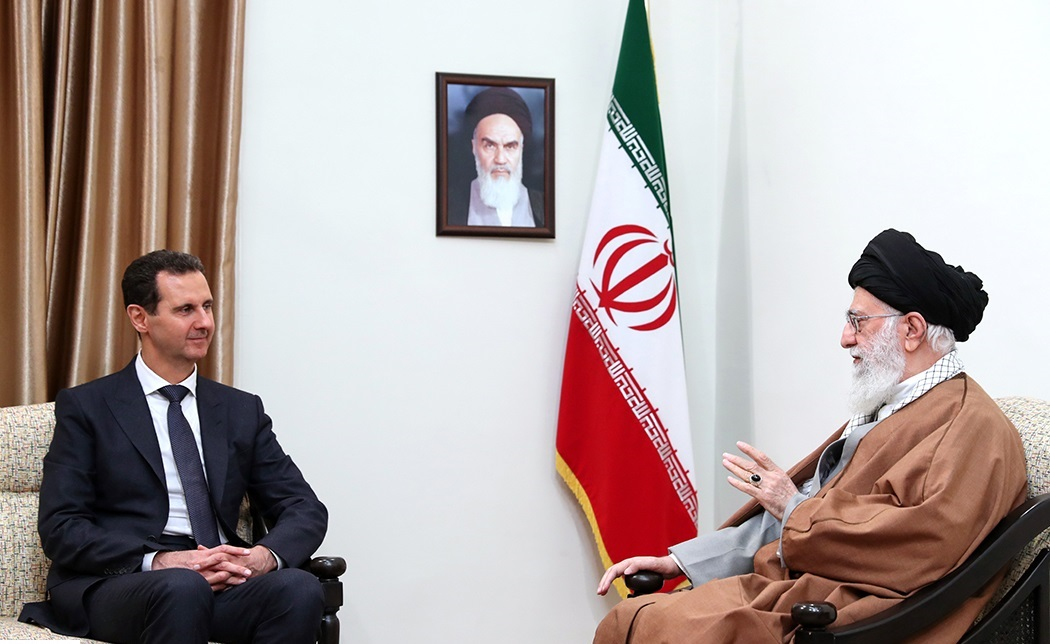
Bashar Al-Assad alături de liderul suprem al Iranului, Ali Khamenei, în 2019

## Decorații si omagii

### Decorații siriene
- Ordinul Omeiazilor cu rang de mare magistru
- Ordinul Republicii cu rang de mare magistru
- Ordinul meritului civil (Siria) cu rang de mare magistru.
- Ordinul național al devotamentului cu rang de mare magistru
- Ordinul Federației cu rang de mare magistru.
- Ordinul curajului (Siria) cu rang de mare magistru.

### Decorații străine (selecție)
- 2001 - Marea Cruce a Legiunii de onoare a Franței  - anulată în 2018 de președintele Macron
- 2009 - Marea Cruce a Ordinului Trandafirului Alb al Finlandei
- Ordinul Eliberatorului din partea Venezuelei

## Referințe

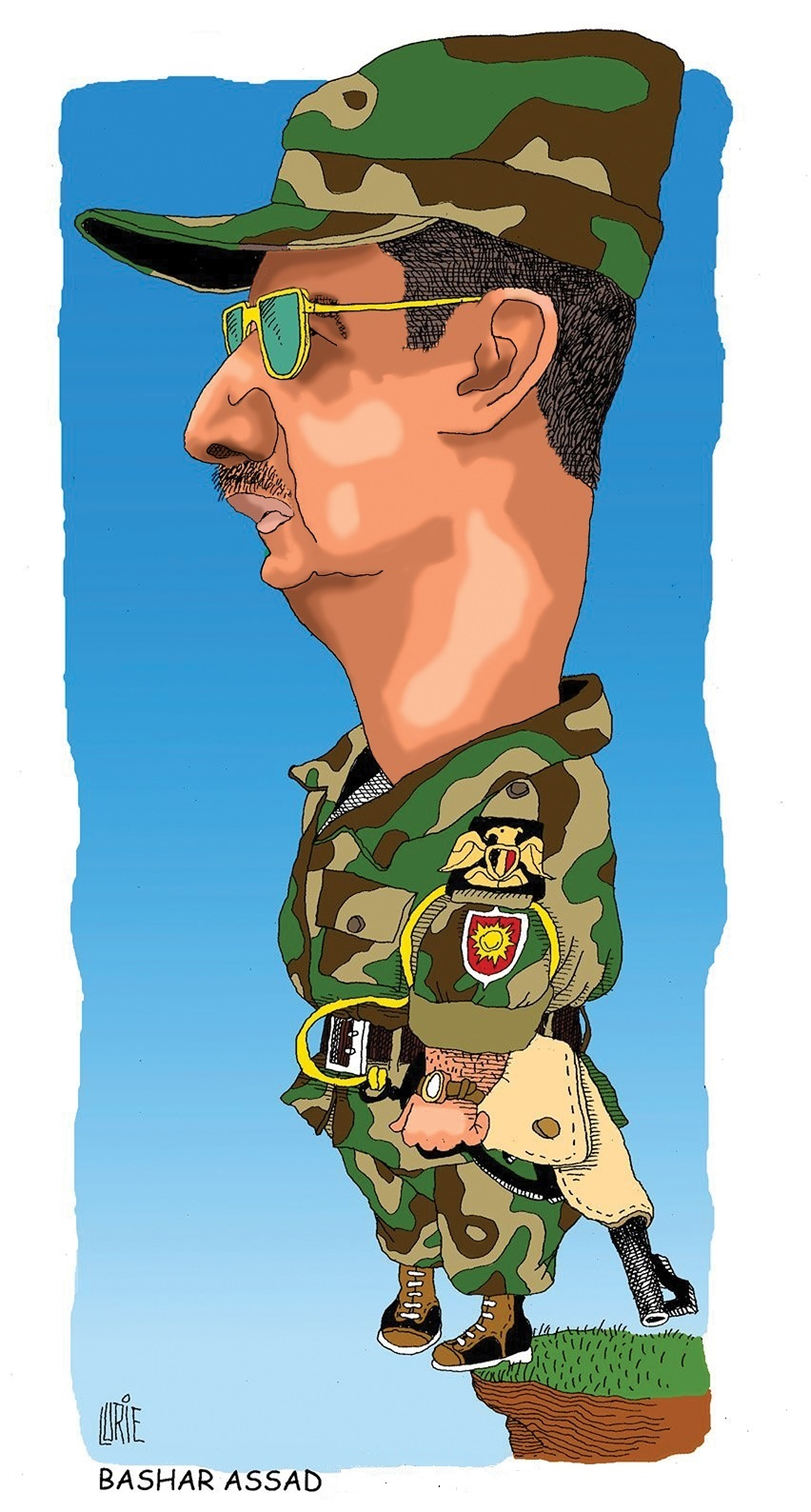
Caricatură a lui Bashar al-Assad din 2000, de Raanan Lurie

## Alte lecturi
- Bashar Al-Assad (Major World Leaders) by Susan Muaddi Darraj, (June 2005, Chelsea House Publications) ISBN 0-7910-8262-8 for young adults
- Syria Under Bashar Al-Asad: Modernisation and the Limits of Change by Volker Perthes, (2004, Oxford University Press) ISBN 0-19-856750-2 (Adelphi Papers #366)
- Bashar's First Year: From Ophthalmology to a National Vision (Research Memorandum) by Yossi Baidatz, (2001, Washington Institute for Near East Policy) ISBN B0006RVLNM
- Syria: Revolution From Above by Raymond Hinnebusch (Routledge; 1st edition, August 2002) ISBN 0-415-28568-2